# Smaragddunbena
Smaragddunbena (Eriocnemis aline) är en fågel i familjen kolibrier.

## Utseende
Smaragddunbenan är en liten och glittrande kolibri. Fjäderdräkten är glansigt grön med vita fjädertofsarna vid fötterna och en oregelbundet formad vit fläck på undersidan som varierar i storlek. I vissa vinklar glänser undersidan i blått. Könen är lika.

## Utbredning och systematik
Smaragddunbena delas in i två underarter:
- Eriocnemis aline aline – förekommer i södra centrala och östra Anderna i Colombia till Ecuador
- Eriocnemis aline dybowskii – förekommer i östra Anderna i norra och centrala Peru

## Levnadssätt
Smaragddunbenan är en ovanlig fågel som hittas inne i fuktiga skogar i bergstrakter på medelhög höjd. Ibland kommer den ut i gläntor med stor tillgång på blommor eller med kolibrimatare.

## Status och hot
Arten har ett stort utbredningsområde, men tros minska i antal, dock inte tillräckligt kraftigt för att den ska betraktas som hotad. Internationella naturvårdsunionen IUCN listar arten som livskraftig (LC).

## Namn
Franske diplomaten och kolibrikännaren Jules Bourcier som beskrev arten 1842 tillägnar den sin fru Benoîte-Aline, därav det vetenskapliga artnamnet.